# Tolhuaca nationalpark
Tolhuaca nationalpark är en nationalpark i Chile. Den ligger i regionen Región de la Araucanía, i den södra delen av landet, 500 km söder om huvudstaden Santiago de Chile.
I Tolhuaca nationalpark växer i huvudsak blandskog. Runt National Park Tolhuaca är det glesbefolkat, med 12 invånare per kvadratkilometer.